# 瓜拉立卑站
瓜拉立卑站（简称立卑站）位于马来西亚彭亨州瓜拉立卑镇，属于东海岸线的其中一站。马来亚铁道公司是该车站的主要经营者。

## 主要路线
- 瓜拉立卑至金马士
- 瓜拉立卑至道北